# Frank Coraci

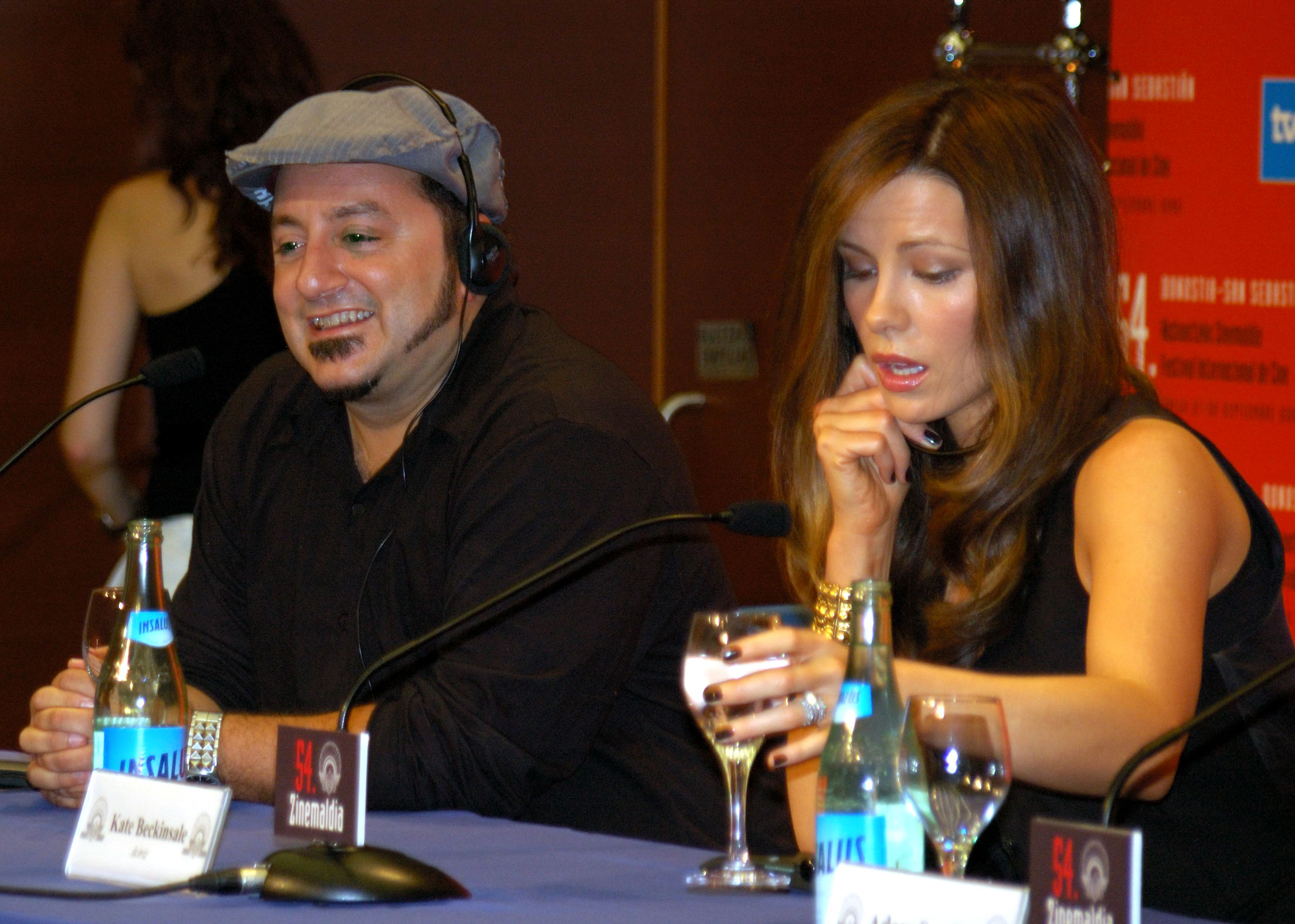
Frank Coraci mit Kate Beckinsale (2005)

Frank Coraci (* 3. Februar 1966 in Shirley auf Long Island, New York) ist ein US-amerikanischer Filmregisseur, Schauspieler und Drehbuchautor.

## Werdegang
Coraci begann seine Karriere 1995 und hat bisher an acht Projekten mitgewirkt. Der Hauptbestandteil seiner Tätigkeit besteht in der Regieführung. In seinem ersten Film Murdered Innocence, der 1995 erschien, war er gleichzeitig Regisseur, Schauspieler und Drehbuchautor. Seine Filme Eine Hochzeit zum Verlieben und Waterboy – Der Typ mit dem Wasserschaden spielten zusammen über 300 Mio. Dollar ein.
Sein bisher letztes Werk war der Film Die lächerlichen Sechs aus dem Jahr 2015, u. a. mit Adam Sandler in der Hauptrolle. Mit Adam Sandler sowie mit den Produzenten Tim Herlihy und Jack Giarraputo teilte er sich während seines Studiums an der New York University eine Wohnung.

## Filmografie
- 1995: Murdered Innocence (Regie, Drehbuch und Darsteller)
- 1998: Eine Hochzeit zum Verlieben (The Wedding Singer, Regie)
- 1998: Waterboy – Der Typ mit dem Wasserschaden (The Waterboy, Regie und Darsteller)
- 2003: Last Man Running (Darsteller)
- 2004: In 80 Tagen um die Welt (Around the World in 80 Days, Regie und Darsteller)
- 2006: Grandma’s Boy (Darsteller)
- 2006: Klick (Regie und Darsteller)
- 2011: Der Zoowärter (Zookeeper, Regie)
- 2012: Das Schwergewicht (Here Comes the Boom, Regie und Darsteller)
- 2014: Urlaubsreif (Blended, Regie)
- 2015: Die lächerlichen Sechs (The Ridiculous 6, Regie)
- 2018: Hot Air (Regie und Produktion)